# Mark Hoppus
Mark Allan Hoppus (Ridgecrest, 15 marzo 1972) è un cantante e bassista statunitense, fondatore dei Blink-182 con Tom DeLonge e Scott Raynor.
Tra il 2005 e il 2009, Mark ha fatto parte dei +44, gruppo da lui formato insieme a Travis Barker, Shane Gallagher e Craigh Fairbough. In seguito alla reunion dei Blink-182, i +44 sembravano definitivamente sciolti, ma Mark e Travis hanno annunciato di voler continuare questo progetto, che è attualmente in pausa.
Nei primi mesi del 2014, Mark e Chris Holmes, fondano un progetto musicale chiamato Nothing and Nobody e nel luglio dello stesso anno, insieme a Matt Skiba fonda un progetto musicale chiamato Cereal Killer che consiste nella produzione di canzoni punk per bambini.
Nel 2019 fonda, insieme ad Alex Gaskarth degli All Time Low, i Simple Creatures.

## Biografia

### Adolescenza
Mark Allan Hoppus soprannominato "Young Heezy" nasce in una famiglia povera. All'età di 15 anni, riceve il suo primo basso da suo padre dopo averlo aiutato ad imbiancare la casa. Suona all'inizio in una band chiamata Pier 69, cover band dei The Cure. Nel 1988 suona anche in una band chiamata The Attic Children, durante la sua permanenza a Washington, prima di trasferirsi a San Diego, California. Una volta trasferitosi lì, conosce, grazie a sua sorella Anne, Tom DeLonge. La prima volta che Mark andò a casa di Tom, lo vide skateboardare con i suoi amici. Per impressionarli, salì su un lampione e non sapendo più come scendere si ruppe entrambe le caviglie. Entrambi condividevano la loro passione per il punk, e così decisero di mettere in piedi una band.

## Carriera

### Gli anni nei Blink-182 dal 1992 al 2005
Nel 1992 forma con Tom DeLonge e un suo compagno di classe, Scott Raynor, la band allora denominata Duck Tape. La band si chiamò così fino al terzo show, in cui Tom disse di voler cambiare nome, in qualcosa come "Blink". Circa in quel momento, in cui Mark stava frequentando il liceo per diventare un insegnante di inglese, iniziano le registrazioni della prima demo, Flyswatter. Mark però non fu mai totalmente libero per via del suo lavoro, che poté lasciare solo nel 1996, quando iniziarono i tour dei Blink. Solo una cosa andò storto. Il nome Blink era già in uso da una techno band irlandese, e quindi dovettero cambiarlo in Blink-182, col quale sono diventati famosi. I Blink-182 affermarono in un'intervista che 182 fosse il numero di volte che Al Pacino dice fuck nel film Scarface.
Dopo aver distribuito poche copie di Flyswatter e dell'altra demo Buddha, e aver firmato un contratto con la Cargo Music, pubblicando il loro primo album, Cheshire Cat, nel 1998 i Blink-182 iniziano un tour per promuovere il loro ultimo album Dude Ranch. Proprio nel mezzo di questa importante tappa, Scott decide di mollare con i Blink. Alcuni dicono che Scott venne allontanato dalla band per problemi di alcool, altri dicono che lasciò la band per continuare gli studi. Si dice inoltre che Scott decise di abbandonare la band perché divenne troppo commerciale per i suoi gusti. Fortunatamente, in tour con loro vi erano gli Aquabats, che avevano come batterista Travis Barker.

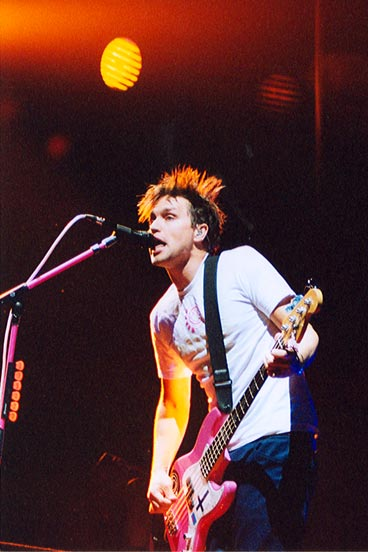
Mark Hoppus nel 2004

Travis imparò in poco tempo tutta la scaletta dei Blink-182, e Tom e Mark decisero che era lui l'uomo giusto. Da qui fu un susseguirsi di successi, da Enema of the State (1999) per passare a Take Off Your Pants and Jacket (2001) finendo con Blink-182 (2003) senza contare bonus disc e raccolte varie. Ad inizio 2005, la band si scioglie per una serie di motivi, alcuni ipotizzano sia stato a causa dell'atteggiamento di Tom, che pare pretendesse di gestire da solo la band e dopo, arrabbiato con Mark e Travis, decide di lasciare la band. Invece Tom dichiara di aver voluto semplicemente dare una svolta alla sua produzione musicale affrontando altri temi, insomma voleva crescere, suonando una musica più matura ed impegnata; fonda così il gruppo degli Angels & Airwaves.

### +44
Terminato il capitolo Blink-182, Mark e Travis non hanno intenzione di chiudere con la musica. Nel novembre 2005, formano la band +44, insieme a Shane Gallagher e Craig Fairbaugh, ex chitarrista dei The Nervous Return. Il nome deriva dal prefisso telefonico inglese, appunto "+44". Infatti, il progetto era già stato discusso la prima volta nell'ultimo tour inglese dei Blink-182. L'album di debutto è stato pubblicato il 14 novembre 2006, denominato When Your Heart Stops Beating. Nel 2008 sembrava fossero pronti per un nuovo album ma sono stati messi a letto dallo stesso Hoppus, impegnato oramai con Travis coi reuniti blink-182. Comunque Mark non ha chiuso le porte a un nuovo album dei +44.

### La Reunion dei Blink-182 e attività recenti
Il 13 gennaio 2009, in un'intervista, ha dichiarato la possibilità di tornare a suonare nei Blink-182 con Travis Barker e Tom DeLonge, fino a quel momento si interesserà ad un suo progetto da solista, assieme a Travis. L'8 febbraio 2009 Mark, con Tom e Travis, ha annunciato che i Blink-182 si sono riuniti e che stanno preparando un nuovo album e un tour mondiale. 
La Reunion è coincisa con la pubblicazione del nuovo album Neighborhoods nel 2011. La pubblicazione dell'album ha subito molti ritardi a causa degli impegni personali dei tre componenti e soprattutto della lontananza fisica tra loro.
La band inizia il suo 20th Anniversary Tour (originariamente conosciuto come Neighborhoods Tour) il 16 agosto 2011 in Canada e termina l'11 ottobre 2014 a Las Vegas. Il tour diviene di fatto l'ultima occasione per Hoppus di esibirsi al fianco di Delonge. Infatti Tom DeLonge lascia il gruppo nel 2015, e viene sostituito da Matt Skiba degli Alkaline Trio. In questa nuova formazione i Blink-182 pubblicano altri due album. Nel 2016 debutta California e nel 2019 Nine.

### Simple Creatures
Il 24 gennaio 2019, Hoppus annuncia la creazione di un nuovo gruppo, denominato Simple Creatures, insieme ad Alex Gaskarth degli All Time Low. Il gruppo pubblica la loro prima canzone Drug e in seguito il loro primo EP, Strange Love. Il loro secondo EP, Everything Opposite è stato pubblicato l'11 ottobre 2019.
Ha inoltre prodotto vari album di band come Motion City Soundtrack. Ha remixato e prodotto la canzone ABC dei Jackson 5. Hoppus ha condotto un programma televisivo in onda sull'emittente statunitense Fuse, "A Different Spin". Gestisce un podcast chiamato Himynameismark.

## Vita privata
Mark ha sposato la sua fidanzata Skye Everly il 2 dicembre 2000, e ha avuto da lei un figlio, Jack Hoppus, nato il 5 agosto 2002. Ha due cani e un gatto di nome "Dirtbag". Per qualche tempo ha vissuto a Londra, ma nel giugno 2014 è ritornato in California.
Il 24 giugno 2021 ha rivelato di avere il cancro e di avere iniziato il percorso di chemioterapia. A settembre ha annunciato di avere superato la malattia.

## Apparizioni musicali

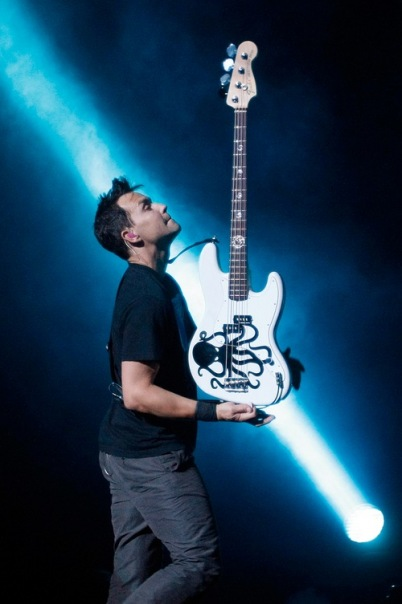
Mark Hoppus nel 2011

Mark Hoppus ha partecipato alla canzone Wrecking Hotel Rooms contenuta nell'album Panic degli MxPx, alla canzone "Empire" sempre degli MxPx, ha partecipato come cantante alla canzone dei Simple Plan I'd Do Anything, alla canzone That Special Girl dei The Ataris e alla canzone Elevator dei Box Car Racer, progetto parallelo di Tom DeLonge e Travis Barker. Nell'estate 2005 ha cantato insieme a Renee Renee nella canzone "Paper Doll", dell'album White Heat/Flyin Saucer. Ha prodotto Commit This To Memory dei Motion City Soundtrack ed appare anche nell'album Changes della band romana dei Vanilla Sky dove canta un verso nella canzone Nightmare. Nel 2012 collabora con il cantante Owl City, nella canzone Dementia.
Ha partecipato anche al video musicale di I Don't Care canzone dei Fall Out Boy e al video della canzone Mojo dei Peeping Tom. Ha prodotto Not Without a Fight dei New Found Glory.
Inoltre Mark Hoppus compare nel video di Weightless degli All Time Low, ai quali ha fornito anche un aiuto per scrivere i loro testi. Nel 2010 collabora con Pete Wentz, bassista dei Fall Out Boy, per la realizzazione di una delle colonne sonore del film Alice in Wonderland, il singolo, in cui Mark canta, è stato chiamato In Transit.

## Strumentazione
I primi bassi che Mark utilizzava fino ad Enema of the State erano degli Ernie Ball Music Man Stingray di vari colori. Dopo di che utilizzò dei Fender Precision Bass, comunque bassi che non riuscivano a rendere il suono caratteristico desiderato da Hoppus e che poi lo ha reso famoso tra i bassisti del mondo. Da sempre nel punk, il basso è caratterizzato da riff molto veloci in cui la completa apertura dei toni alti trasformava questo strumento per lo più da accompagnamento in un vero e proprio protagonista di punta, grazie all'effetto elastico/metallico così coinvolgente ricercato da quasi tutti i bassisti del genere. Nel suo stile infatti Hoppus predilige districarsi in arpeggi che assumono spesso funzione di base ritmica. Tuttavia, la tradizionale posizione del pick up ha sempre limitato la sonorità e l'espressività sui toni alti, suono più nel gusto e nelle corde di Hoppus.
Fu così che egli produsse in collaborazione con la Fender nel 2000 un suo modello di basso: il Fender Mark Hoppus Jazz Bass. Questo, classificato come un Precison Bass, è costituito dal corpo di un Jazz Bass e dal manico di un Precision Bass e un pick up split coil di casa Seymour Duncan, che grazie alla sua posizione leggermente più rivolta verso il manico rispetto al Precision classico, garantiva appieno il suono desiderato da Hoppus e dai milioni di bassisti amanti dello stile e genere diffusi in tutto il mondo.
Mark utilizzò questo modello durante tutta la sua permanenza nei Blink-182, sostituendolo in poche occasioni (durante gli ultimi anni) con un basso a 6 corde, il Fender Bass VI, utilizzato in un'esibizione live di "I miss you" e per la registrazione di "All Of This". Dopo la nascita dei +44, il Fender Mark Hoppus Jazz Bass ha subito delle lievi modifiche: ad esempio, mentre dapprima il corpo era di legno di ontano, adesso è di frassino, rendendolo di un colore più chiaro, e i pick-up e le manopole sono spostate rispetto alla posizione originale. Anche i colori sono cambiati, infatti mentre nei Blink-182 i colori "ufficiali" erano il daphne blue e il rosa (soprattutto dopo l'ultimo album), nei +44 il colore più usato è l'olympic white.
Ora per il tour dei Blink-182 usa tre nuovi bassi: "I'm in a boat" di colore bianco e con un polpo disegnato sopra, il "Like a boss" interamente nero e il "Dick in a box" che ricorda un po' i suoi precedenti bassi. Questi nuovi bassi hanno i pickup Seymour Duncan invertiti per migliorare il sound dei toni medi. Mark Hoppus monta da sempre corde Ernie Ball strings di taratura 105,85,65,45. Dall'inizio della sua carriera inoltre utilizza amplificatori Ampeg per testata e cassa. Suona con dei plettri Tortex.60 personalizzati dalla Dunlop per i Blink-182.

## Discografia

### Con i Blink-182
- 1993 - Buddha
- 1994 - Cheshire Cat
- 1997 - Dude Ranch
- 1999 - Enema of the State
- 2000 - The Mark, Tom and Travis Show (The Enema Strikes Back!)
- 2001 - Take Off Your Pants and Jacket
- 2003 - Blink-182
- 2005 - Greatest Hits
- 2011 - Neighborhoods
- 2016 - California
- 2019 - Nine
- 2023 - One More TIme...

### +44
- 2006 - When Your Heart Stops Beating

### Simple Creatures

#### EP
- 2019 – Strange Love
- 2019 – Everything Opposite

### Altre apparizioni
- 1998 - The Ataris — Look Forward to Failure, voce in "That Special Girl".
- 2002 - Simple Plan — No Pads, No Helmets... Just Balls, voce in "I'd Do Anything".
- 2002 - Box Car Racer — Box Car Racer, voce in "Elevator".
- 2002 - New Found Glory — Sticks and Stones, bassista in "Something I Call Personality".
- 2004 - MxPx — The Passion of The Christ Songs, voce in "The Empire".
- 2005 - MxPx — Panic, voce in "Wrecking Hotel Rooms".
- 2005 - Motion City Soundtrack — Commit This to Memory, voce in "Hangman".
- 2006 - Renee Renee — White Heat, bassista e voce in "Paper Doll".
- 2006 - Something for Rockets — Ha prodotto due canzoni dell'album.
- 2006 - Peeping Tom — MoJo
- 2006 - The Matches — Decomposer.
- Mae — Produce la canzone Nine Inch Nails.
- 2006 - Less Than Jake — In With the Out Crowd, scrive "The Rest of My Life".
- 2006 - Rory — "We're Up To No Good" Produce Morning Zoo
- 2007 - Vanilla Sky — Changes, voce in "Nightmare".
- 2008 - Fall Out Boy — I Don't Care (2008), partecipa nel video.
- 2009 - New Found Glory - Not Without A Fight, ha prodotto l'album.
- 2009 - All Time Low - Weightless, compare nel video.
- 2009 - All Time Low - Nothing Personal, ha prodotto l'album.
- 2010 - Alice in Wonderland - In Transit, ha scritto e composto uno dei brani del film.
- 2012 - Owl City - The Midsummer Station, voce in "Dementia".
- Fenix Tx- All My Fault
- 2015 - All Time Low - Future Hearts, voce in ''Tidal Waves''
- 2020 - The Used - The Lighthouse (album Heartwork)
- 2022- Avril Lavigne feat Mark Hoppus- All I wanted (album "love sux")